# Peter Ludlow
Peter Ludlow (nascido em 16 de janeiro de 1957), filósofo que também escreve sob o pseudônimo Urizenus Sklar, é professor de filosofia e lingüística na University of Michigan, Ann Arbor. 
Antes de mudar-se para Michigan, Ludlow lecionou por vários anos na State University of New York at Stone Brook, e foi professor visitante de filosofia na Syracuse University e na Universidade Cornell. 
Suas áreas de pesquisa incluem questões conceituais sobre o ciberespaço, principalmente questões sobre ciberdireitos (cyber law) e sobre a emergência de leis e estruturas governamentais nas e para as comunidades virtuais. 
Entre seus livros populares encontramos High Noon on the Electronic Frontier e Crypto Anarchy, Cyberstates, and Pirate Utopias. Entre seus livros profissionais encontramos Semantics, Tense and Time: an Essay in the Metaphysics of Natural Language, e a edição de coletâneas sobre filosofia da mente, como Externalism and Self-Knowledge. 
Ludlow é membro da comunidade virtual The Well, e participa de comunidades de jogos virtuais como Second Life e The Sims Online, onde seu personagem é um jornalista.
A MTV.com descreveu Ludlow como um dos dez jogadores de video game mais influentes de todos os tempos. Na controvérsia mais famosa, relatada no New York Times e outros lugares, Ludlow criou um jornal virtual chamado The Alphaville Herald no jogo The Sims Online, da empresa Electronic Arts, no qual fez editoriais agressivos contra a forma da Electronic Arts administrar o espaço virtual do jogo. Em decorrência disso, Ludlow foi expulso do jogo pela Electronic Arts.  